# Blang Rambong (Banda Alam)
Blang Rambong is een bestuurslaag in het regentschap Aceh Timur van de provincie Atjeh, Indonesië. Blang Rambong telt 609 inwoners (volkstelling 2010).